# Villy-en-Trodes
Villy-en-Trodes è un comune francese di 279 abitanti situato nel dipartimento dell'Aube nella regione del Grand Est.

## Società

### Evoluzione demografica
Abitanti censiti